# وحوش مسعى التنين: المهرج 2
وحوش مسعى التنين: المهرج 2 أو دراغون كويست مانسترز: جوكر 2 (بالإنجليزية:Dragon Quest Monsters: Joker 2) (باليابانية:ドラゴンクエストモンスターズ ジョーカー2) ، أنتجت اللعبة سنة 2011 من قبل سكوير إنكس ، وهي من نوع مغامرات وخيال علمي ، وتعمل بنظام نينتندو دي إس .
وتعمل اللعبة على الإنترنت في المبارزة مع المنافسين عبر نظام واي فاي.

## وصلات خارجية
- Official North American website
- Official website (باليابانية)